# 東広島ケーブルメディア
株式会社東広島ケーブルメディア（ひがしひろしまケーブルメディア、Higashihiroshima Cable Media）は、広島県東広島市をエリアとするケーブルテレビ局である。通称は「KAMONケーブルテレビ」（カモンケーブルテレビ）。

## サービスエリア
- 広島県東広島市（西条地区、八本松地区、高屋地区）

## 沿革
- 1991年（平成3年）12月18日 - 会社設立。
- 1996年（平成8年）3月22日 - 八本松地区で開局。当時はNHK広島総合・教育、中国放送・広島テレビ放送・広島ホームテレビ・テレビ新広島を再放送していた。
- 1997年（平成9年）3月31日 - 西条地区で開局。
- 1998年（平成10年）
  - 3月27日 - テレビせとうちの再放送を開始。
  - 7月1日 - 東広島市都市整備公社から東広島ニュータウン有線放送施設を移管。
  - 7月28日 - 高屋地区で開局。また、東広島ニュータウン有線放送施設との完全統合が実現。
- 2003年（平成15年）12月26日 - セットトップボックスでBSデジタル放送の再放送を開始。
- 2006年（平成18年）10月1日 - パススルー方式で地上デジタル放送の再放送開始（テレビせとうちを除く）。
- 2008年（平成20年）4月1日 - プロ野球横浜ベイスターズの放映権変更に伴い、アナログ46chをJ sports ESPNからTBSニュースバードに変更。
- 2010年（平成22年）2月17日 - KAMONチャンネル（自主放送）のデジタル放送開始。
- 2011年（平成23年）7月24日 - 12:00にアナログ放送終了。NHK広島と在広民放4局とBS1、BSプレミアムはデジアナ変換放送切り替え。パススルー方式でテレビせとうちの地上デジタル放送の再放送開始[2]。
- 2012年（平成24年）4月 - KAMONチャンネルのスタジオにセット導入。FM東広島の再放送開始。
- 2013年（平成25年）5月9日 - KAMONチャンネルのハイビジョン放送開始。

## 主な放送チャンネル

### 地上波系列別再送信局
| NHK-G   | NHK-E   | NNN/NNS    | ANN              | JNN      | TXN            | FNN/FNS      | JAITS |
| ------- | ------- | ---------- | ---------------- | -------- | -------------- | ------------ | ----- |
| NHK広島 | NHK広島 | 広島テレビ | 広島ホームテレビ | 中国放送 | テレビせとうち | テレビ新広島 |       |

### テレビ局
| アナログ | デジタル   | 放送局                             |
| -------- | ---------- | ---------------------------------- |
| 2        | D011(1)    | NHK広島総合                        |
| 6        | D021(2)    | NHK広島教育                        |
| 9        | D031(3)    | 中国放送                           |
| 11       | D041(4)    | 広島テレビ                         |
| 10       | D051(5)    | 広島ホームテレビ                   |
|          | D071(7)    | TSCテレビせとうち ※IRUエリアを除く |
| 3        | D081(8)    | テレビ新広島                       |
| 4        | D111(11)   | KAMONチャンネル                    |
| 5        | BS101      | NHK BS                             |
|          | BS141〜143 | BS日テレ                           |
|          | BS151〜153 | BS朝日                             |
|          | BS161〜163 | BS-TBS                             |
|          | BS171〜173 | BSテレ東                           |
|          | BS181〜183 | BSフジ                             |
| 18       | BS191〜193 | WOWOW                              |
|          | BS200      | BS10                               |
|          | BS201      | BS10スターチャンネル               |
|          | BS211      | BS11デジタル                       |
|          | BS222      | TwellV                             |
|          | BS231-232  | 放送大学                           |
|          | BS531      | 放送大学ラジオ                     |
|          | BS4K101    | NHK BSプレミアム4K                 |
|          | BS4K141    | BS日テレ 4K                        |
|          | BS4K151    | BS朝日 4K                          |
|          | BS4K161    | BS-TBS 4K                          |
|          | BS4K171    | BSテレ東 4K                        |
|          | BS4K181    | BSフジ 4K                          |
| 1        |            | QVC                                |
| 16       |            | 放送大学テレビ                     |
| 17       |            | サイエンスチャンネル               |
| 20       |            | チャンネルNECO                     |
| 21       |            | 衛星劇場                           |
| 23       |            | グリーンチャンネル                 |
| 26       |            | ゴルフネットワーク                 |
| 29       |            | レジャーチャンネル                 |
| 30       |            | 東映チャンネル                     |
| 34       |            | キッズステーション                 |
| 35       |            | 日テレG+                           |
| 43       |            | J sports 1                         |
| 44       |            | J sports 2                         |
| 45       |            | スカイ・A sports＋                 |
| 46       |            | TBSニュースバード                  |
| 47       |            | GAORA                              |
| 50       |            | 日テレNEWS24                       |
| 51       |            | CNNj                               |
| 52       |            | ウェザーニューズ                   |
| 53       |            | スーパー!ドラマTV                  |
| 54       |            | スペースシャワーTV                 |

- 地上デジタル放送はパススルー方式のため、地上デジタル対応テレビまたはチューナであれば視聴可能
  - テレビせとうちはアナログ放送終了に伴い、2011年7月24日から地上デジタル放送での再放送を開始した[2]。
  - 自社製作のKAMONチャンネルのデジタル放送は2010年2月17日に開始。既に2009年12月にデジタル化工事が完了している（リモコンキーID11）。デジタル化してからの一時期はスタジオ設備等の関係でハイビジョン放送は実施しておらず、アナログチャンネルと同じく480i（4:3SD）での放送となっていたが、2013年5月9日よりハイビジョン（1080i）放送を実施しており、自社制作番組は文字ニュースや一部番組を除いてハイビジョン制作に切り替えた。

### ラジオ局
| MHz  | 放送局                   |
| ---- | ------------------------ |
| 77.8 | HFM                      |
| 78.6 | 放送大学ラジオ放送       |
| 83.3 | NHK広島FM放送 （NHK-FM） |
| 89.7 | FM東広島                 |